# أندريه دوفال
أندريه دوفال هو كاتب كندي، ولد في 21 أبريل 1920 في مدينة كيبك في كندا، وتوفي في 30 مارس 2018 في مونتريال في كندا.